# FIFA 21
FIFA 21 — це футбольна відеогра-симулятор, розроблена підрозділами EA Vancouver й EA Romania та видана Electronic Arts. Це 28-а частина серії FIFA, яка була випущена 9 жовтня 2020 року для Microsoft Windows, Nintendo Switch, PlayStation 4 і Xbox One. Розширені версії для PlayStation 5 і Xbox Series X/S були випущені 3 грудня 2020 року, на додаток до версії для Stadia в березні 2021 року.

## Нововведення
Ultimate Team включає 100 гравців-карток, у тому числі 11 нових імен: Ерік Кантона, Петр Чех, Ешлі Коул, Семюель Ето'о, Філіп Лам, Ференц Пушкаш, Бастіан Швайнштайгер, Давор Шукер, Фернандо Торрес і Неманья Відіч. Уперше, Єнс Леманн не мав картки FUT 21 у порівнянні з попередніми іграми.
В Ultimate Team додано кооперативної функції гри у вигляді змагань у дивізіоні, битв загону та товариських матчів із другом онлайн, щоб розблоковувати цілі та нагороди. Через FUT виникли суперечками, бо його класифікували як лутбокс і джерело азартних ігор в Інтернеті. У січні 2019 року EA погодилася припинити продаж балів FIFA в Бельгії через тиск уряду. Хвиля петицій про заборону балів в інших країнах почалися в червні 2020 року, а законність балів обговорювалася в США та Великій Британії, остання через Департамент цифрових технологій, культури, медіа та спорту Великої Британії.
У режимі кар'єри з'являються нові зміни після багатьох років критики з боку спільноти — в основному в режимі менеджера. Нововведення включають; оновлений інтерактивний режим симуляції матчу, який дозволяє гравцям миттєво переходити та виходити з матчів на додаток до зміни планів гри в реальному часі. Нова вдосконалена система тренувань, яка передбачає щотижневі розклади тренувань і можливість тренувати гравців, щоб вони грали на різних позиціях, нові статистичні дані, такі як фізична форма та розвиток, покращена система молодіжної академії, більше варіантів трансферу, таких як угоди про оренду або купівлю і покращений ШІ опонента.

### VOLTA Football 21
Volta Football був представлений у FIFA 20 і є також у FIFA 21. За словами продюсерів, Volta 21 має покращений ігровий процес та нові режими гри, такі як The Debut, продовження торішнього сюжетного режиму, за участю Зінедіна Зідана, Тьєррі Анрі, Кака та Френка Лемпарда. У Volta Football також є Volta Squads, онлайн-режим, у якому люди можуть грати з друзями, і режим особливих битв. Також є п'ять нових локацій (Дубай, Мілан, Париж, Сан-Паулу та Сідней) із доданим стадіоном VOLTA.

## Ліцензії
У грі представлено понад 30 офіційних ліг, понад 700 клубів і понад 17 000 гравців. У серпні 2020 року EA Sports оголосила про ексклюзивне багаторічне партнерство з Міланом та Інтером.
«Ювентус», «Рома», «Рівер Плейт», «Бока Хуніорс» і «Корінтіанс» не фігурують у FIFA 21, там вони відомі як «П'ємонте Кальчо», «Рома», «Нуньєс», «Буенос-Айрес» і «Осеяніко» відповідно. У грі зберігаються подоби гравців (за винятком Oceânico FC), але офіційний значок, комплекти та стадіони недоступні, натомість мають нестандартний дизайн та типові стадіони, розроблені EA Sports. Баварія також представлена в грі з ліцензованими гравцями та комплектами, але вони не мають ліцензії на стадіон і грають на загальних. Збірна Фінляндії з футболу вперше повністю ліцензована.
У листопаді 2020 року Златан Ібрагімович заявив, що не задоволений використанням його подоби EA Sports у своїх іграх, особливо FIFA 21, і має намір подати судові позови проти розробника, стверджуючи, що він особисто не дозволяв EA Sports використовувати свою схожість. До нього приєднався Гарет Бейл, а також почав отримувати підтримку від 300 інших гравців.